# Dichaetomyia rigidiseta
Dichaetomyia rigidiseta är en tvåvingeart som först beskrevs av Stein 1900.  Dichaetomyia rigidiseta ingår i släktet Dichaetomyia och familjen husflugor. Inga underarter finns listade i Catalogue of Life.